# Bianca Seregni
Bianca Seregni (2000) es una deportista italiana que compite en triatlón y acuatlón. Ganó tres medallas de oro en el Campeonato Europeo de Acuatlón entre los años 2018 y 2021.

## Palmarés internacional
| Campeonato Europeo | Campeonato Europeo    | Campeonato Europeo | Campeonato Europeo |
| Año                | Lugar                 | Medalla            | Prueba             |
| ------------------ | --------------------- | ------------------ | ------------------ |
| 2018               | Ibiza (España)        | Medalla de oro     | Individual         |
| 2019               | Târgu Mureș (Rumania) | Medalla de oro     | Individual         |
| 2021               | Walchsee (Austria)    | Medalla de oro     | Individual         |